# Ligne Katamachi
La ligne Katamachi (片町線, Katamachi-sen), appelée également ligne Gakkentoshi (学研都市線, Gakkentoshi-sen), est une ligne ferroviaire située dans les préfectures de  Kyoto et d'Osaka au Japon. D'une longueur de 44,8 km, elle relie la gare de Kizu à Kizugawa à la gare de Kyōbashi à Osaka.
La ligne Katamachi constitue avec la ligne JR Tōzai la ligne H du réseau urbain de la JR West dans l'agglomération d'Osaka-Kobe-Kyoto. Le code couleur de la ligne est le rose (■).

## Histoire
La ligne a été construite par le chemin de fer de Naniwa (道速鉄道, Naniwa Tetsudō) entre Katamachi et Shijōnawate en 1895.
La gare de Higashi-Neyagawa est renommée Neyagawakōen le 16 mars 2019.

## Caractéristiques

### Ligne
- Longueur : 44,8 km
- Écartement : 1 067 mm
- Électrification : 1 500 Vcc
- Nombre de voies : 
  - Double voie (Kyōbashi - Matsuiyamate)
  - Voie unique (Matsuiyamate - Kizu)

### Interconnexions
À Kyōbashi, tous les trains continuent sur la ligne JR Tōzai. A Hanaten, certains trains continuent sur la ligne Osaka Higashi. A Kizu, certains trains continuent sur la ligne Yamatoji.

### Tracé
|  |

### Liste des gares
| Numéro | Gare            | Nom japonais | Distance depuis Kizu (km) | Correspondances | Localisation      | Localisation        |
| ------ | --------------- | ------------ | ------------------------- | --- | ----------------- | ------------------- |
| JR-H18 | Kizu            | 木津         | 0                         | JR West : Yamatoji (interconnexion), Nara                                                                               | Kizugawa          | Préfecture de Kyoto |
| JR-H19 | Nishi-Kizu      | 西木津       | 2,2                       | | Kizugawa          | Préfecture de Kyoto |
| JR-H20 | Hōsono          | 祝園         | 5,1                       | Kintetsu : Kyoto (à Shin-Hōsono)                                                                                        | Seika             | Préfecture de Kyoto |
| JR-H21 | Shimokoma       | 下狛         | 7,4                       | | Seika             | Préfecture de Kyoto |
| JR-H22 | JR Miyamaki     | JR三山木     | 9,4                       | | Kyōtanabe         | Préfecture de Kyoto |
| JR-H23 | Dōshisha-mae    | 同志社前     | 10,5                      | | Kyōtanabe         | Préfecture de Kyoto |
| JR-H24 | Kyōtanabe       | 京田辺       | 12,4                      | Kintetsu : Kyoto (à Shin-Tanabe)                                                                                        | Kyōtanabe         | Préfecture de Kyoto |
| JR-H25 | Ōsumi           | 大住         | 14,5                      | | Kyōtanabe         | Préfecture de Kyoto |
| JR-H26 | Matsuiyamate    | 松井山手     | 17,0                      | | Kyōtanabe         | Préfecture de Kyoto |
| JR-H27 | Nagao           | 長尾         | 18,6                      | | Hirakata          | Préfecture d'Osaka  |
| JR-H28 | Fujisaka        | 藤阪         | 20,2                      | | Hirakata          | Préfecture d'Osaka  |
| JR-H29 | Tsuda (ja)      | 津田         | 21,8                      | | Hirakata          | Préfecture d'Osaka  |
| JR-H30 | Kawachi-Iwafune | 河内磐船     | 25,0                      | Keihan : Katano (à Kawachi-Mori)                                                                                        | Katano            | Préfecture d'Osaka  |
| JR-H31 | Hoshida         | 星田         | 27,1                      | | Katano            | Préfecture d'Osaka  |
| JR-H32 | Neyagawakōen    | 寝屋川公園   | 28,8                      | | Neyagawa          | Préfecture d'Osaka  |
| JR-H33 | Shinobugaoka    | 忍ケ丘       | 30,1                      | | Shijōnawate       | Préfecture d'Osaka  |
| JR-H34 | Shijōnawate     | 四条畷       | 32,0                      | | Daitō             | Préfecture d'Osaka  |
| JR-H35 | Nozaki          | 野崎         | 33,3                      | | Daitō             | Préfecture d'Osaka  |
| JR-H36 | Suminodō        | 住道         | 35,5                      | | Daitō             | Préfecture d'Osaka  |
| JR-H37 | Kōnoikeshinden  | 鴻池新田     | 37,9                      | | Higashiōsaka      | Préfecture d'Osaka  |
| JR-H38 | Tokuan          | 徳庵         | 39,8                      | | Higashiōsaka      | Préfecture d'Osaka  |
| JR-H39 | Hanaten         | 放出         | 41,6                      | JR West : Osaka Higashi                                                                                                 | Tsurumi-ku, Osaka | Préfecture d'Osaka  |
| JR-H40 | Shigino         | 鴫野         | 43,2                      | JR West : Osaka Higashi Métro d'Osaka : Imazatosuji                                                                     | Jōtō-ku, Osaka    | Préfecture d'Osaka  |
| JR-H41 | Kyōbashi        | 京橋         | 44,8                      | JR West : JR Tōzai (interconnexion), ligne circulaire d'Osaka Keihan : Keihan Métro d'Osaka : Nagahori Tsurumi-ryokuchi | Jōtō-ku, Osaka    | Préfecture d'Osaka  |